# Raimundo María De Sotto Langton
Raimundo María de Sotto y Langton, II conde de Clonard  (su apellido originario irlandés "Sutton" se españolizó como De Sotto) (Cádiz, 1 de enero de 1759 - Madrid, 27 de marzo de 1823), fue un militar español.

## Biografía
Hijo de Miguel de Sotto y Herrera (1733-1788), I conde de Clonard, y de Serafina Langton Carew (1741-1821). El apellido Soto, o Sotto, es la forma hispanizada de Sutton. Nacido en Cádiz el 1 de enero de 1759, siendo bautizado por el Presbítero Don Gerónimo de Herrera, cura propio de la Catedral y fueron sus padrinos Nicolás Langton, su abuelo, y Lorenzo Carew, su bisabuelo. Se le puso por nombres Raimundo, Manuel, María. Estudió en el Seminario de Nobles de Madrid (Latín y Matemáticas). El 17 de diciembre de 1788 se casa con María Ramona ab Ach (o Abach) y Casaviella -hija del teniente coronel del Regimiento de Guardias Suizas de “San Gall Dunant”-, que portaba el título de marquesa de la Granada. Segundo conde de Clonard, hereda el título al fallecer su padre. Fueron sus abuelos paternos Raimundo de Sotto Arroyo y María Herrera González. Fueron sus abuelos maternos Nicholas Langton Rothe y Francisca Carew Sánchez de Silveira. Tuvo que sepamos cuatro hermanos: Lorenzo (n. 1762), Francisca, Miguel y Nicolás (n. 1764. Capitán de la Milicia Urbana) Tuvo, que sepamos, cinco hijos: Serafín, María Ramona, María Antonia, Petra y María de los Dolores.
Su Carrera Militar comienza a los 12 años cuando, con dispensa de edad, entró en la Guardias españolas (22 de noviembre de 1771). Su prueba de fuego como militar llega cuando se hallaba de guardia en La Línea el día que se inició el Sitio de Gibraltar durante la guerra contra Inglaterra (8/9/1779 - 13/2/1783). Asciende a alférez de Fusileros, el 19 de febrero de 1784; luego, alférez de Granaderos, el 17 de agosto de 1787; Segundo Teniente de Granaderos, el 12 de febrero de 1789. Con el general Ricardos se halló en la guerra Guerra del Rosellón contra la República francesa, desde el 16 de abril de 1793 hasta 1794. Sus acciones en esta guerra le supusieron alcanzar el grado de Primer Teniente de Fusileros y luego el de Comandante de la 6.ª Compañía de Cazadores del Regimiento de Guardias Reales. Finalmente es promovido a Coronel (4 de septiembre de 1795). Ya Capitán de Fusileros del quinto batallón, fue destinado a la campaña de Portugal acompañado de su amigo Mariano Alvarez de Castro, que fuera defensor de Gerona.
Iniciada la ocupación francesa, tiene que huir de Barcelona disfrazado y acompañado por su hijo Serafín (6 de noviembre de 1808). Pasa por Mataró y Gerona, y luego se le ordena incorporarse al Primer Batallón del Ejército del Centro, en Cuenca, ciudad de la que es nombrado gobernador militar y político. La amenaza francesa le obliga a marchar a Sevilla. Segundo comandante del ejército de Andalucía, que mandaba Venegas, con el que estuvo en la acción de Aranjuez (5 de agosto de 1809), que le valió ascender a brigadier (12 de agosto de 1809). También participó en la batalla de Ocaña, el 19 de noviembre de 1809, y siguió de retirada hacia el sur hasta que el 20 de febrero de 1810 fue nombrado segundo comandante de la reserva, con destino a la defensa de Cádiz y la Isla de León.
Sargento mayor (13 de noviembre de 1810) e Inspector de su Regimiento hasta la disolución de la Guardia Real durante las revueltas habidas en 1820. Elevado a mariscal de campo, el 13 de octubre de 1814. Gran Cruz de San Hermenegildo, el 3 de diciembre de 1817, que recibió por las acciones militares de Chiclana, Aranjuez y Almonacid. Parece que no estuvo a favor de la revolución de 1820 aunque no constan sus actividades en contra. Fallece en Madrid en 1823.

## Distinciones honoríficas
- Caballero gran cruz de la Orden de San Hermenegildo